# Antodice lenticula
Antodice lenticula là một loài bọ cánh cứng trong họ Cerambycidae.